# Ali Krasniqi
Ali Krasniqi (* 1952 in Crkvena Vodica bei Obilić als Alija Krasnići; † 3. Dezember 2024) war ein kosovarischer Schriftsteller und Dichter sowie Aktivist.

## Leben
Krasniqi studierte als Gasthörer in Obiliq Jura und veröffentlichte mehr als 40 Bücher. Er legte dabei Wert darauf, dass diese stets in mehreren Sprachen erschienen, Romani, Serbisch, Albanisch und Englisch. 
Er schrieb in mehreren literarischen Genres. Neben Prosa und Lyrik veröffentlichte er auch Kinderbücher und Dramen. Weiterhin arbeitete er als Übersetzer vom Serbokroatischen in Romani.
Bekanntheit erlangte er zu Beginn der Kosovokrise als Aktivist der Roma. 1999 verlor er, wie zehntausende andere Roma, Besitz und Heimat. Er versteckte sich mit seiner Familie zunächst für drei Monate in einem Keller, bevor sie in einem Flüchtlingscamp in Kragujevac (Serbien-Montenegro) unterkamen.

## Bibliografie (Auszug)
- Cergarendje Jaga Cergarske Vatre (1981)[3]:8
- Prekal Efta Plajina
- Rat Rromano
- Ljimora Munrre Ljimorende
- Rromane Kanrralje Droma
- Dilja Parvarde Sunenca